# Pedro Yáñez Jiménez
Pedro Yáñez Jiménez (Madrid, 1903-Madrid, 1954) va ser un polític i sindicalista espanyol.

## Biografia
Nascut a Madrid en 1903, de professió va ser actor de teatre i especialista en doblatges. Va arribar a afiliar-se Agrupació d'Actors de la UGT i, posteriorment, també al PSOE. Va arribar a treballar com doblador per a l'empresa Fono España, a Madrid. Després de l'esclat de la Guerra civil es va unir a les milícies republicanes. Posteriorment va passar a formar part del comissariat polític de l'Exèrcit Popular de la República, arribant a ser comissari de les brigades mixtes 22a i 113a, així com de la 36a Divisió.
Després del final de la contesa va ser fet presoner per les forces franquistes. Jutjat, va ser condemnat a 30 anys de presó, passant per les presons de Manzanares, Aranjuez i Porlier. No obstant això, en 1943 va aconseguir sortir de la presó en règim de llibertat vigilada. Va aconseguir recuperar el seu antic treball de doblador en Fono España. També va contribuir a reorganitzar des de la clandestinitat el Sindicat d'Espectacles Públics de la UGT. Seria detingut en 1947 durant una batuda policial contra la direcció del PSOE clandestí, sent jutjat en consell de guerra i condemnat a tres anys de presó. Sortiria en llibertat condicional a la fi de 1949. Va morir a Madrid en 1954.